# اوگوست دومن
اوگوست دومن (فرانسوی: Auguste Daumain‎؛ زادهٔ ۳۱ ژوئیهٔ ۱۸۷۷) دوچرخه‌سوار اهل فرانسه بود.